# Kieren Keke
Pour les articles homonymes, voir Keke.
Kieren Aedogan Keke, né le 27 juin 1971, est un homme politique nauruan. Il est également l'un des quelques médecins du pays.

## Biographie

### Ministre de la Santé
En septembre 2004, Keke est élu député, et devient ministre de la santé, mais le président (Speaker) du Parlement, Russell Kun, lui refuse le droit d'occuper son siège. Kun affirme qu'une personne ayant une double nationalité ne peut siéger ; or, Keke a la nationalité nauraune mais aussi australienne. De nouvelles élections ont lieu en octobre: Keke est réélu, et Kun perd son poste.

### Ministre des Affaires étrangères
En novembre 2007, Keke démissionne du gouvernement, accusant le ministre des affaires étrangères David Adeang d'avoir pris part à un scandale financier. Keke prend la tête de l'opposition, et soumet au Parlement une motion de censure à l'encontre du président Ludwig Scotty, qu'il accuse de protéger Adeang. La motion de censure échoue, mais une seconde le 19 décembre réussit à renverser Scotty. Marcus Stephen est alors élu président, et Keke entre au nouveau gouvernement, en tant que ministre des affaires étrangères, des télécommunications et des transports.
En mars 2008, le président du Parlement, David Adeang, tente d'expulser Keke de son siège de député. Le 22 mars, il convoque une session parlementaire, apparemment sans prévenir les députés de la majorité ; les députés de l'opposition, seuls présents, votent une loi qui interdit aux personnes ayant la double nationalité de siéger au Parlement. Le président Stephen affirme que la loi est anticonstitutionnelle, et son gouvernement refuse de s'y plier. Le 28 mars, Adeang ordonne à Keke et à un autre ministre, Frederick Pitcher, de quitter le Parlement, car ils ont tous deux la double nationalité nauruane et australienne. Les deux ministres refusent, et Adeang suspend la session parlementaire.
Lors de la campagne pour les élections fédérales australiennes de 2010, il se rend en Australie et exprime son soutien pour la proposition de Tony Abbott, chef de l'opposition, de rouvrir le centre de détention pour immigrés clandestins que l'Australie avait maintenu à Nauru jusqu'en 2007, et qui avait apporté une source de revenus au petit pays. Abbott n'est pas élu, mais Keke et le président Stephen poursuivent leurs discussions avec lui, en vue d'une potentielle élection ultérieure.
Le 10 novembre 2011, à la suite du remplacement de Marcus Stephen par Frederick Pitcher à la tête du pays, Keke cède la place à Mathew Batsiua au ministère des affaires étrangères.
Le 11 juin 2012, le président de la République, Sprent Dabwido, limoge son propre gouvernement et en nomme un nouveau composé de députés de l'opposition. Keke est à nouveau nommé ministre des Affaires étrangères (et du commerce extérieur). Il obtient également les ministères de la santé et des sports.
En novembre et décembre 2012, Keke est le représentant de l'Alliance des petits États insulaires à la Conférence de Doha sur les changements climatiques. Il regrette l'aboutissement de la conférence, décrivant un « processus [qui] ne produit que des mots et pas d'action ».

### Membre de l'opposition parlementaire réprimée
Le 7 février 2013, Kieren Keke démissionne du gouvernement sans donner de raison officielle. Il conserve son siège de député lors des législatives du 8 juin 2013. Siégeant sur les bancs de l'opposition, il est suspendu du Parlement en mai 2014, avec les députés d'opposition Mathew Batsiua et Roland Kun, pour avoir critiqué le gouvernement auprès de médias étrangers. Les trois députés avaient critiqué la décision du gouvernement d'expulser deux juges australiens du pays. Le ministre de la Justice David Adeang, qui a obtenu leur suspension, les accuse d'avoir voulu « endommager la réputation » du pays. Keke et ses pairs demeurent suspendus de l'assemblée pendant plus de deux ans. Il est toutefois réélu député de Yaren lors des élections législatives de juillet 2016. À l'issue de ces élections, il est l'un des deux seuls députés d'opposition, avec Riddell Akua.
Il perd son siège de député aux élections législatives d'août 2019, battu dans sa circonscription par l'infirmière Isabella Dageago, ce qui met un terme à ses quinze années au Parlement.
Nommé président de l'Équipe de travail nationale contre le coronavirus, il mène de concert avec Isabella Dageago, qui a été nommée ministre de la Santé, la politique de santé publique en réponse à la pandémie de Covid-19, et notamment la vaccination de l'ensemble de la population adulte du pays.

### Rugby à XV
Après la fondation de l'Association nauruane de rugby à XV en 2011, Kieren Keke en devient le président. Il obtient en 2014 que Nauru devienne membre associé du Comité international de rugby, fait participer l'équipe nationale de Nauru de rugby à VII à sa première compétition internationale (aux Jeux du Pacifique) en 2015, et est élu membre du Comité océanien de rugby en 2019.